# Lambaro Seubun
Lambaro Seubun is een bestuurslaag in het regentschap Aceh Besar van de provincie Atjeh, Indonesië. Lambaro Seubun telt 374 inwoners (volkstelling 2010).